# The Arrangement
The Arrangement, ou L'Arrangement au Québec, est une série télévisée américaine en vingt épisodes de 42 minutes créée par Jonathan Abrahams et diffusée entre le 5 mars 2017 et le 13 mai 2018 sur la chaîne E!.
En France, la série est diffusée depuis le 6 février 2018 sur Elle Girl ; et au Québec depuis le 5 mars 2017 sur ICI TOU.TV. Néanmoins, elle reste pour le moment inédite dans les autres pays francophones.

## Synopsis
La série se concentre sur la relation amoureuse d'un jeune acteur célèbre à Hollywood (Kyle West) avec une actrice en devenir (Megan Morrison). Leur relation va être malmenée à cause des inconvénients liés à la célébrité, de leur passé respectif mais surtout à cause de l'implication du célèbre acteur dans un groupe spirituel intitulé « Institute of the Higher Mind » dirigée par son mentor Terrence Anderson.

## Distribution

### Acteurs principaux
- Josh Henderson (VF : Nicolas Matthys) : Kyle West
- Christine Evangelista (VF : Claire Tefnin) : Megan Morrison
- Lexa Doig (VF : Marcha Van Boven) : DeAnn Anderson
- Carra Patterson (VF : Audrey D'Hulstère) : Shaun
- Michael Vartan (VF : Michelangelo Marchese) : Terrence Anderson

### Acteurs récurrents et invités
- Autumn Reeser (VF : Colette Sodoyez) : Leslie Bellcamp
- Katharine Isabelle (VF : Sophie Frison) : Hope
- Courtney Paige (VF : Ludivine Deworst) : Annika
- Brit Morgan (VF : Catherine Conet) : Daisy Parson[3]
- Garcelle Beauvais : Mason[4] (saison 2)
- Ruffin Prentiss : Xavier Hughes[5] (saison 2)
- Jacob Artist : Wes Blaker[6] (saison 2)

- Version française
  - Société de doublage : BTI
  - Direction artistique : Laurent Vernin et Dominique Wagner
  - Adaptation des dialogues : Fabienne Gouday

Source VF : carton de doublage télévisuel

## Production
La production a débuté en juillet 2016 à Vancouver, au Canada.
Il s'agit de la deuxième série originale proposée par la chaîne américaine E! après The Royals.
Le 29 mai 2018, la série est annulée.

## Épisodes

### Première saison (2017)
1. L'Arrangement (Pilot)
2. La Confrontation (The Ex)
3. La Fuite (The Leak)
4. Le Projet de Megan (Crashing)
5. Tentation (Temptation)
6. Le Cadeau (Control)
7. Retour aux sources (Trips)
8. Le Mensonge (The Betrayal)
9. La Demande (Sins)
10. Nouvelle histoire (The New Narrative)

### Deuxième saison (2018)
Le 13 avril 2017, la série est renouvelée pour une deuxième saison de dix épisodes, diffusée depuis le 11 mars 2018.
1. Pour la vie (The Long Game)
2. Les Femmes qui montent à Hollywood (Surface Tension)
3. Les Séances (The Sessions)
4. Scène 23 (Scene 23)
5. Rumeur (You Are Not Alone)
6. Révélation (The Break Up)
7. Sur le terrain (On Location)
8. L'Enquête (Paso Robles)
9. La Vérité (Truth)
10. Décisions (Suite Revenge)

## Réception
Dès sa diffusion, la série n'a pas manqué de faire réagir, de nombreuses personnes interprétant le scénario comme une évocation à l'histoire entre Tom Cruise, Katie Holmes et la scientologie. Cependant, les acteurs principaux Christine Evangelista et Josh Henderson ont toujours démenti une quelconque similitude avec l'histoire du couple de stars.